# بافت (مواد)
بافت(به انگلیسی: texture) به آرایش بلورهای یک ماده چندبلوری(پلی‌کریستال) گفته می‌شود. در علم مواد،  بافت توزیع جهت گیری های کریستالوگرافی از یک نمونه پلی کریستالی است(این نیز بخشی از اساس زمین شناسی است). به نمونه ای که در آن این جهت گیری ها کاملاً تصادفی باشند گفته می شود : بافت مشخصی ندارد(همسانگرد). اگر جهت کریستالوگرافی تصادفی نباشد ، اما دارای تعدادی جهت گیری ترجیحی باشد ، نمونه دارای بافت ضعیف ، متوسط یا قوی است. درجه بستگی به درصد بلورهای دارای جهت گیری ترجیحی دارد. بافت تقریباً در تمام مواد مهندسی دیده می شود و می تواند تأثیر زیادی در خاصیت مواد داشته باشد. همچنین سنگهای زمینی به دلیل تاریخچه حرارتی-مکانیکی فرایندهای تشکیلشان، بافت را نشان می دهند.

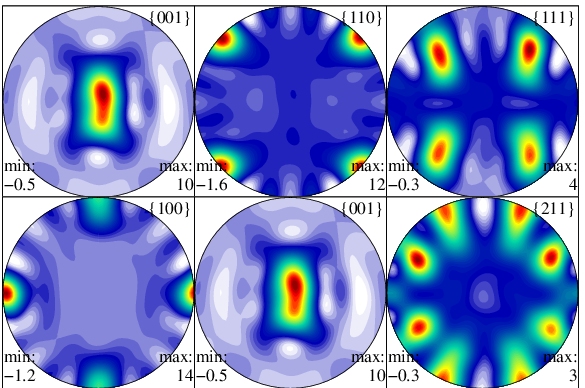
شکل های قطبی بافت کریستالوگرافی فاز گاما از آلیاژ در یک آلیاژ تیتانیوم آلومینیوم در یک آلیاژ آلفا 2-گاما را نشان می دهد ، که توسط پرتوهای X پر انرژی اندازه گیری می شود.

## تعیین مشخصات و نمایندگی
بافت را می توان با روشهای مختلفی مشخص کرد. برخی از روشها، تجزیه و تحلیل کمّی از بافت را امکان پذیر می کنند ، در حالی که برخی دیگر فقط کیفی هستند. از بین تکنیک های کمّی ، بیشترین کاربرد انکسار اشعه ایکس(X-ray diffraction) با استفاده از گونیومترهای بافت است و در روش میکروسکوپ الکترونی روبشی(Scanning Electron Microscopes) ، روش EBSD (electron backscatter diffraction) انجام می شود .
تجزیه و تحلیل کیفی را می توان با عکاسی Laue ،انکسار اشعه X ساده و یا با میکروسکوپ قطبی انجام داد. انکسار پرتونگاری پر انرژی پرتو X  با نوترون و سنکروترون برای تعیین بافت توده مواد و تجزیه و تحلیل درجا مناسب هستند ، در حالی که ابزارهای انکسار پرتوی ایکس آزمایشگاهی، برای تجزیه و تحلیل بافت نوار های نازک مناسب تر هستند.

بافت، اغلب با استفاده از شکل قطب (pole figure) نمایش داده می شود. در این روش، جهت کریستالها، نسبت به یک محور مختصات مشخص و ثابت (غالباً این محور، با توجه به تاریخچه فرآیند ساخت ماده انتخاب میشود.) نمایش داده میشود. یک جهت کریستالوگرافی مشخص (یا قطب) به ازای هر یک از کریستالهای مورد بررسی، در یک طرح استریوگرافی ترسیم می شود و ساختار کلی ماده مورد بررسی را مشخص میکنند. جهاتی که معمولا برای محور مختصات ثابت، استفاده میشود عبارتند از: جهت نورد (RD) ، جهت عرضی (TD) و جهت طبیعی (ND).  دلیل این نامگذاری این است که بررسی بافت مواد از بررسی فلزات کار سرد شده شروع شد و عملیات نورد، رایج ترین این عملیات است. در مورد سیم های فلزی کشیده شده ،  غالباً محور سیم به عنوان جهت نمونه (جهت گیری ترجیحی) انتخاب میشود. (شکل های زیر را ببینید).

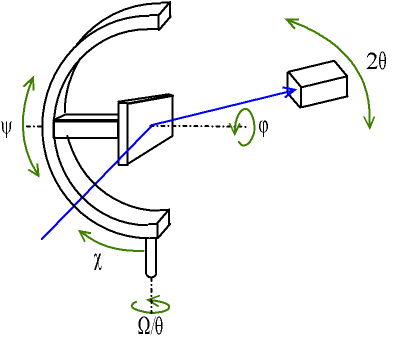
اندازه گیری بافت با انکسار اشعه ایکس (Four circles diffractometer, or Eulerian cradle)
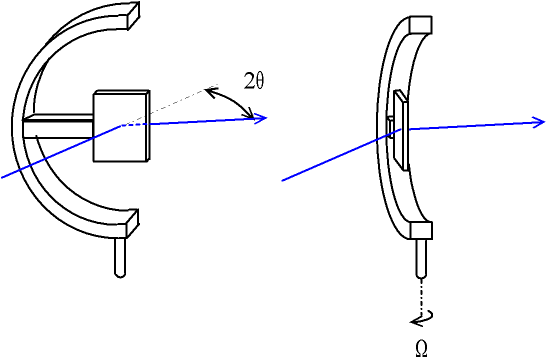
حالت Ω برای اندازه گیری انتقال
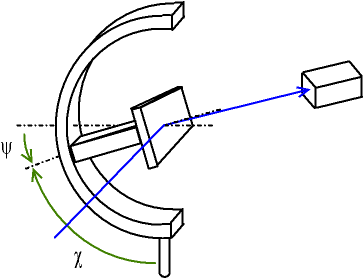
حالت χ برای اندازه گیری بازتاب

## بافت های رایج
بافت هایی وجود دارد که در مواد فرآوری شده (با ساختار مکعبی) بیشتر یافت می شود. آنها یا توسط دانشمندانی که آنها را کشف کرده اند ، یا با توجه به موادی که بیشتر در آن ها یافت می شوند، نامگذاری شده اند. برای ساده سازی، این بافت ها در شاخص میلر  ارائه شده است.
·      جزء مکعبی : (001)[100]
·      جزء برنجی : (110)[-112]
·      جزء مسی : (112)[11-1]
·      جزء اس : (123)[63-4]

## تابع توزیع جهت گیری
نمایش کامل سه بعدی بافت کریستالوگرافی با تابع توزیع جهت گیری (به انگلیسی: orientation distribution function) (ODF) ارائه می شود که می توان با محاسبه مجموعه ای از شکل های قطبی یا الگوهای انکسار به دست آورد. متعاقباً ، تمام شکل های قطبی را می توان با استفاده از ODF  ترسیم کرد.
OFD  به عنوان بخش حجمی دانه ها با جهت گیری مشخص g تعریف می شود.
جهت گیری معمولاً با استفاده از سه زاویه اویلر مشخص می شود. زوایای اویلر، انتقال از مختصات نمونه مرجع به مختصات تک تک دانه های پلی کریستال را توصیف می کنند. در نهایت، مجموعه ی بزرگی از زوایای مختلف اویلر به دست می آید که توزیع آن توسط g تعیین می شود.
تابع توزیع جهت گیری ، با هیچ تکنیکی نمی تواند به‌طور مستقیم اندازه گیری شود. به‌طور سنتی هم انکسار پرتوی ایکس و هم EBSD  ممکن است شکل های قطب را ذخیره کنند. روش های مختلفی برای به دست آوردن ODF از داده ها یا شکل های قطب به‌طور کلی وجود دارد. آنها می توانند براساس نحوه نمایش ODF طبقه بندی شوند. برخی نمایانگرODF به صورت تابع ، مجموع توابع یا گسترش آن در یک سری توابع هارمونیک هستند. بعضی دیگر که به عنوان روشهای گسسته شناخته می شوند ، فضای ODF را در سلول ها تقسیم می کنند و بر تعیین مقدار ODF در هر سلول تمرکز می کنند.

## منشاء ها

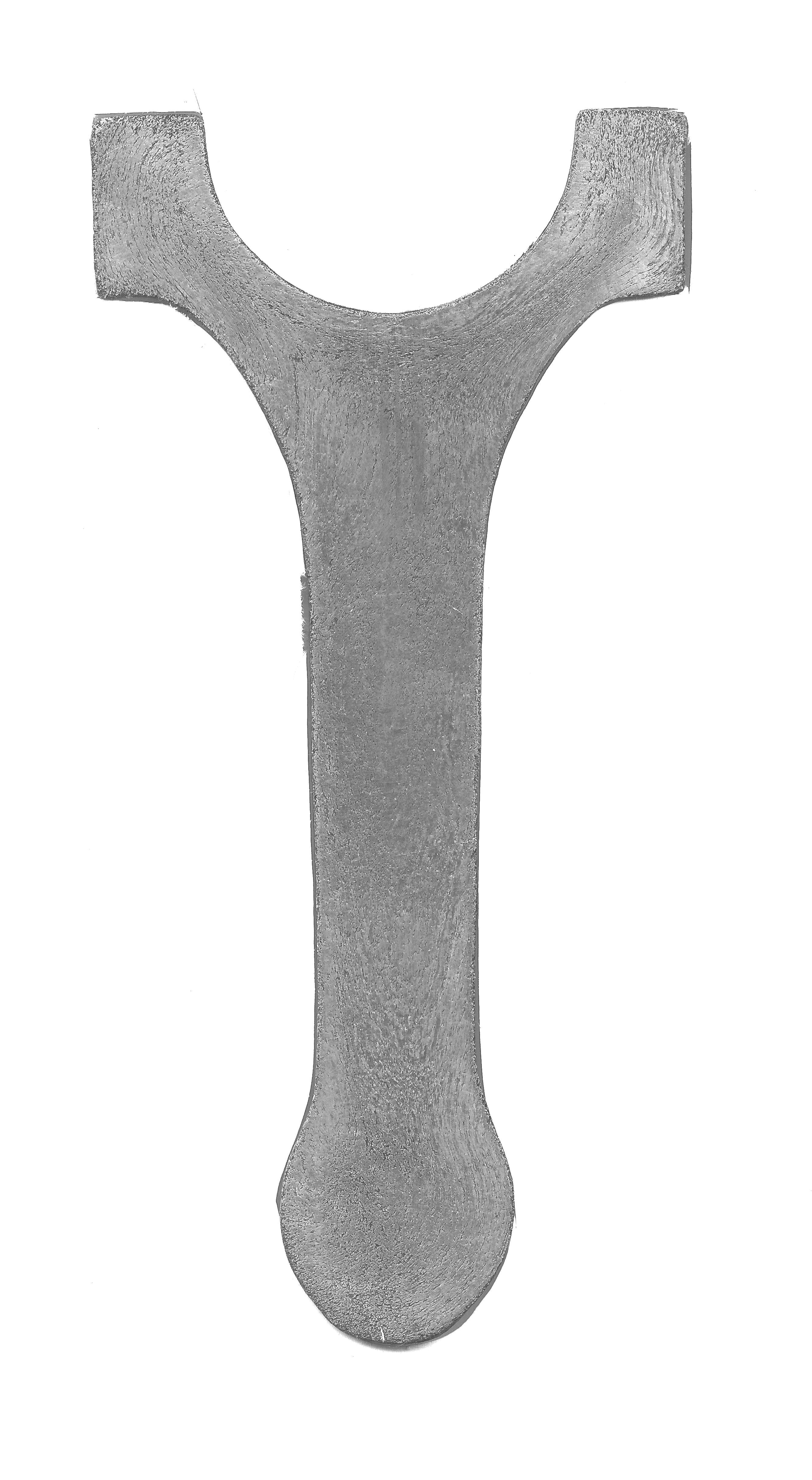
اسکن میله اتصالی برش خورده و فورج شده که برای نشان دادن جریان دانه Etch شده است.

در سیم و فیبر ، همه بلورها تمایل دارند جهت تقریباً یکسان در جهت محوری داشته باشند ، اما جهت شعاعی تقریباً تصادفی دارند. مشهورترین استثناء این قانون فایبرگلاس است که هیچ ساختار کریستالی ندارد و فیبر کربن که در آن ناهمسانگردی بلوری به حدی عالی است که یک رشته با کیفیت خوب یک کریستال منفرد منحرف شده با تقارن تقریبا استوانه ای (که اغلب با ژله مقایسه می شود) است. الیاف تک بلوری نیز غیر معمول نیستند.
در ساخت ورق فلزی اغلب شامل یک فشرده سازی در یک جهت و در عملیات نورد کارآمد ، تنش در جهت دیگر است که می تواند با فرایندی به عنوان جریان دانه ، بلوریت ها را در هر دو محور جهت یابی کند. با این حال ، کار سرد بسیاری از نظم بلوری را از بین می برد ، و کریستال های جدیدی که با عملیات حرارتی  به‌وجود می آیند معمولاً دارای بافت متفاوتی هستند. كنترل بافت در ساخت ورق استيل سيليكون براي هسته هاي ترانسفرماتور (براي كاهش هيسترزي مغناطيسي) و قوطي هاي آلومينيايي بسيار مهم است (از آنجا كه فرایند کشش عميق نياز به پلاستیسیته شديد و نسبتاً يكنواخت دارد).
بافت در سرامیک معمولاً به‌وجود می آید زیرا بلورهای موجود در یک دوغاب دارای اشکال هستند که بستگی به جهت کریستالی ، اغلب سوزن یا صفحه دارند. این ذرات خود را تراز می کنند که آب از دوغاب خارج می شود ، یا همان‌طور که خاک رس تشکیل می شود.
ریخته گری یا سایر انتقال سیال به جامد (به عنوان مثال رسوب فیلم باریک) در صورت وجود وقت و انرژی فعال سازی کافی برای اتم ها ، مکانهایی را در کریستال های موجود پیدا می کند ، به جای چگالش به عنوان یک جامد آمورف یا شروع کریستالهای جدید به‌طور تصادفی تولید کند.
بعضی از جنبه های کریستال (اغلب صفحه های بسته بندی شده) با سرعت بیشتری نسبت به سایرین رشد می کنند ، و بلورهایی که یکی از این صفحه ها در جهت رشد با آن روبرو است ، معمولاً در جهت های دیگر کریستال ها را از رقابت خارج می کنند.
در حالت شدید ، تنها یک بلور پس از طول مشخصی زنده می ماند: این مورد در فرآیند Czochralski مورد استفاده قرار می گیرد (مگر اینکه از بلور دانه ای استفاده شود) و در ریخته گری پره های توربین و سایر قسمت های حساس به خزش.

## بافت کریستالی و خصوصیات مواد
خواص مواد مانند مقاومت ، واکنش پذیری شیمیایی ، مقاومت در برابر تنش ترک خوردگی ، جوش پذیری ، تغییر شکل ، مقاومت در برابر آسیب ناشی از تابش ، و حساسیت مغناطیسیمی تواند بسیار وابسته به بافت کریستالی ماده و تغییرات مرتبط با آن در ریزساختار باشد.
در بسیاری از مواد ، خواص ماده ناشی ویژگی های بافت کریستالی است و بهبود بافت نامطلوب در هنگام ساختن مواد ویا درهنگام استفاده ، می تواند نقاط ضعفی را ایجاد کند که می تواند شکست را آغاز یا تشدید کند. قطعات به دلیل وجود بافت کریستالی نامطلوب درماده خود قادر به انجام عملکرد نیستند. شکست ها می توانند با بافتهای بلوری شکل گرفته در هنگام ساخت یا استفاده از آن مرتبط باشند.
در نتیجه ، توجه به بافتهایی که در حال استفاده هستند و می توانند در اجزای مهندسی شده در حین استفاده شکل بگیرند ، می تواند هنگام تصمیم گیری در مورد انتخاب برخی از مواد و روشهای به کار رفته در ساخت قطعات با آن مواد ، بسیار مهم باشد.هنگامی که قطعات در حین استفاده یا عدم استفاده از کار می افتند ، درک بافت هایی که در آن قسمت ها اتفاق می افتد می تواند برای تفسیر معنی داری از داده های تجزیه و تحلیل شکست بسیار مهم باشد. 

## بافت های نوار نازک
بافت های گفته شده درنوار های نازک رخ می دهند. دستگاههای با  فناوری مدرن تا حد زیادی به فیلمهای نازک چند کریستالی با ضخامت در محدوده نانومتر و میکرومتر وابسته هستند. به عنوان مثال ، این مورد برای همه سیستم های میکروالکترونیکی و اپتوالکترونیکی یا لایه های حسگر و ابررسانا وجود دارد. بیشتر بافتهای نوارباریک ممکن است به عنوان یکی از دو نوع مختلف طبقه بندی شوند:
(1) برای بافت های به اصطلاح الیاف ، جهت گیری یک صفحه مشبک معین ترجیحاً به موازات صفحه بستر است.
(2) در بافتهای دو محوری ، جهت گیری درون صفحه بلورها نیز با توجه به نمونه تمایل به هم ترازی دارند.پدیده دوم بر این اساس در فرآیندهای رشد تقریباً اپیتاکسیال مشاهده می شود ، جایی که برخی محورهای کریستالوگرافی بلورهای موجود در لایه تمایل به همسویی جهت گیری کریستالوگرافی خاص بستر (تک بلوری) دارند.
مناسب کردن بافت در صورت تقاضا به یک کار مهم در فناوری فیلم نازک تبدیل شده است. در مورد ترکیبات اکسیدی که برای فیلمهای رسانا شفاف یا دستگاههای موج صوتی سطحی (SAW) در نظر گرفته شده است ، به عنوان مثال ، محور قطبی باید عمود بر بسترصفحه تراز شود.
نمونه دیگر توسط کابلهای از ابررساناها با دمای بالا که به عنوان سیستم های چند لایه اکسیدی که روی تسمه های فلزی سپرده شده اند ، ساخته می شوند. تنظیم بافت دو محوره در لایه های YBa2Cu3O7−δ به عنوان شرط تعیین کننده برای دستیابی به جریانهای بحرانی به اندازه کافی بزرگ معلوم شد.
درجه بافت اغلب در طول رشد فیلم نازک در معرض تحول قرار می گیرد و برجسته ترین بافت ها فقط پس از رسیدن به ضخامت مشخصی حاصل می شوند. بنابراین ، تولید کنندگان فیلم های باریک به منظور بهینه سازی فرآیند رسوب ، نیاز به اطلاعاتی در مورد مشخصات بافت یا شیب بافت دارند. تعیین شیب بافت با پراکندگی اشعه ایکس ، ساده نیست ، زیرا عمق های مختلف یک نمونه به سیگنال کمک می کند.تکنیک هایی که برای تجزیه کافی از شدت پراش امکان پذیر هستند که اخیراً توسعه یافته اند.